# Akredytacja
Akredytacja (z fr. accréditer, „upełnomocnić”) – udzielenie pełnomocnictwa.
Ogólnie termin akredytacja oznacza postępowanie, w którym upoważniona jednostka wydaje oświadczenie, że określony podmiot jest kompetentny do wykonywania określonych zadań. Wiąże się to z inspekcją dotyczącą postępowania i jakości usług wykonywanych przez akredytowany podmiot.
W prawie międzynarodowym akredytacja może oznaczać ustanowienie danej osoby szefem misji dyplomatycznej przy głowie państwa przyjmującego, ministrze spraw zagranicznych lub organizacji międzynarodowej lub oficjalne uznanie przedstawiciela dyplomatycznego (nie tylko szefa misji, ale także członka personelu dyplomatycznego) państwa wysyłającego za pełniącego swoje funkcje w państwie przyjmującym.
W Polsce zgodnie z normą PN-EN ISO/IEC 17000:2006 akredytacja jest to „atestacja przez stronę trzecią, dotycząca jednostki oceniającej zgodność, służąca formalnemu wykazaniu jej kompetencji do wykonywania określonych zadań w zakresie oceny zgodności”. Upoważnioną jednostką akredytującą jest Polskie Centrum Akredytacji. PCA udziela akredytacji: jednostkom certyfikującym (systemom, wyrobom, personelowi), laboratoriom (badawczym, wzorcującym, medycznym) oraz innym jednostkom oceniającym zgodność (jednostkom inspekcyjnym, weryfikatorom EMAS i GHG, organizatorom badań biegłości).
W polskim szkolnictwie wyższym akredytacja to uznanie przez jednostkę zewnętrzną kompetencji szkoły wyższej do prowadzenia studiów na określonym kierunku. Taka akredytacja ma charakter cykliczny. Akredytacją uczelni wyższych zajmuje się Polska Komisja Akredytacyjna oraz komisje środowiskowe – przykładem jest komisja dla kierunków ekonomicznych – Komisja Akredytacyjna Fundacji Promocji i Akredytacji Kierunków Ekonomicznych.